# Giuseppe Colantuono
Giuseppe Colantuono (Torre del Greco, 26 novembre 1928) è un ex sollevatore italiano.

## Biografia
Nato nel 1928 a Torre del Greco (NA), gareggiava nella classe di peso dei pesi leggeri (67.5 kg).
A 19 anni ha partecipato ai Giochi olimpici di Londra 1948, nei pesi leggeri, chiudendo 12º con 312.5 kg totali alzati, dei quali 92.5 nella distensione lenta, 95 nello strappo e 125 nello slancio. La gara era valida anche per i campionati europei del 1948, dove si classificò al quarto posto.